# Marion Cowings
Marion Lincoln Cowings (New York, 24 januari 1946) is een Amerikaanse jazzzanger en hoogleraar.

## Biografie
Cowings groeide op in de zuidelijke Bronx, begon als pianist en volgde de High School of Music and Arts en de Manhattan School of Music. Op uitnodiging van Jon Hendricks, naar wie hij werd verwezen door Cowings schoolvriend Eddie Gomez, trad hij op met Lambert, Hendricks & Ross op 15-jarige leeftijd. In 1959 trad hij opnieuw op als solist bij de New York Philharmonic onder leiding van Leonard Bernstein in Aaron Coplands Second Hurricane.
In 1960 verscheen hij in de band van Pony Poindexter en Ike Isaacs op het Randalls Island Jazz Festival. Hij bleef samenwerken met Lambert, Hendricks & Ross in de jaren 1960 en in zijn eigen rock- en r&b-bands in de jaren 1970. Samen met zijn toekomstige vrouw Kim Kalesti had hij in de jaren 1980 een band, waarmee hij ook in Europa als gast optrad op het Berlin Jazz Festival. Daarnaast verschenen er twee albums bij het Emarcy-label. Jazzmuzikanten als Frank Foster, Walter Davis jr., Bobby Watson, Al Foster, Eddie Gomez, Gary Bartz, Al Gray, Ralph LaLama, Slide Hampton, Major Holley, Hank Jones en Winard Harper traden op als sidemen.
Vanaf 1996 begon Cowings een solocarrière met optredens in de New Yorkse Blue Note, waarbij hij werd begeleid door Kenny Barron. Hij werkte ook aan verschillende theaterproducties, zoals Queenie Pie, een opera van Duke Ellington die werd uitgevoerd door Mercer Ellington in het Lincoln Center. Cowings trad ook op tijdens het eeuwfeest van Count Basie en Glenn Miller. Hij werkte ook aan tal van jingles waarvoor hij de Clio Award ontving.
Cowings is sinds 1987 assistent-professor jazzzang aan de New York University. Hij heeft ook lesgegeven aan het City College of New York, de Jazzmobile en The New School.
Cowings dochter is de r&b-zangeres Emily King (* 1985).